# Душан Јуркович
Душан Самуел Јуркович (* 23. август 1868. Тура Лука † 21. децембар 1947. Братислава, сахрањен у Брезовој под Брадлом) био је словачки архитект. У његову част се од године 1964. додељује Награда Душана Јурковича (Cena Dušana Jurkoviča).

## Породица
- отац: Јурај Јуркович
- мати: Емилија рођ. Јурковичова

## Биографија
Родио се у породици научника. Отац је био оснивач Матице словачке а деда с мајчине стране Самуел Јуркович био је оснивач газдовског друштва у Соботишту.
У годинама 1874- 1878. је посећивао евангелистичку црквену школу у Брезову а после до 1884. мађарску грађанску школу у Шаморину и нижу гимназију у Шопрону. Затим је до 1889. наставио на државној школи заната у Бечу грађевинску струку под вођством професора Рудолфа Фелдшарека.
Деловао је у атељеима архитеката Б. Була и М. Урбанка где је усавршио архитектуру. После Првог светског рата је пројектовао прве монтажне зграде којима се трудио да реши проблеме словачког грађевинарства. 1921. године је у праксу увео градњу кућа од печених опекарских великоповршинских елемената. Своје је идеје изложио у делу „Састављање породичних кућа из опекарских печених производа“, које је издао 1947. што је био први корак у префабрикацију.
За многе заслуге и пројекте у европским центрима архитектуре 1938. је од стране братиславског универзитета добио почасни докторат, а 1946. године је постао носилац титуле народног уметника.
Умире 21. децембра 1947. у Братислави. Непуних годину дана након смрти, његови посмртни остаци су пренети у Брезново под Брадлом.
Постхумно му је додељен орден Т. Г. Масарика Првог реда за изванредне заслуге за демократију и људска права. За маузолеј на Брадлу одликован је Великом Кацовом наградом Чехословачке академије наука и уметности 1933. Народни уметник 1946.